# LCM-1E
LCM-1E (Landing Craft Mechanical 1E) – typ średnich barek desantowych dla sprzętu mechanicznego budowanych przez stocznię Navantia w San Fernando w Hiszpanii. Jednostki te są przeznaczone do dostarczania żołnierzy i sprzętu na ląd z okrętów desantowych dokonujących wyładunku jedynie pośrednio, np. z transportowców, okrętów desantowych-doków i śmigłowcowców desantowych, w pewnej odległości od brzegu, za pośrednictwem barek desantowych, kutrów desantowych, transporterów pływających, poduszkowców i śmigłowców. Jednostki te są eksploatowane przez hiszpańską marynarkę wojenną, w której współpracują z okrętem „Juan Carlos I” i Królewską Australijską Marynarkę Wojenną (ta ostatnia określa je jako LHD Landing Craft lub LLC), w której współpracują z okrętami desantowymi typu Canberra. Zostały zamówione także przez turecką marynarkę wojenną.

## Dane techniczne

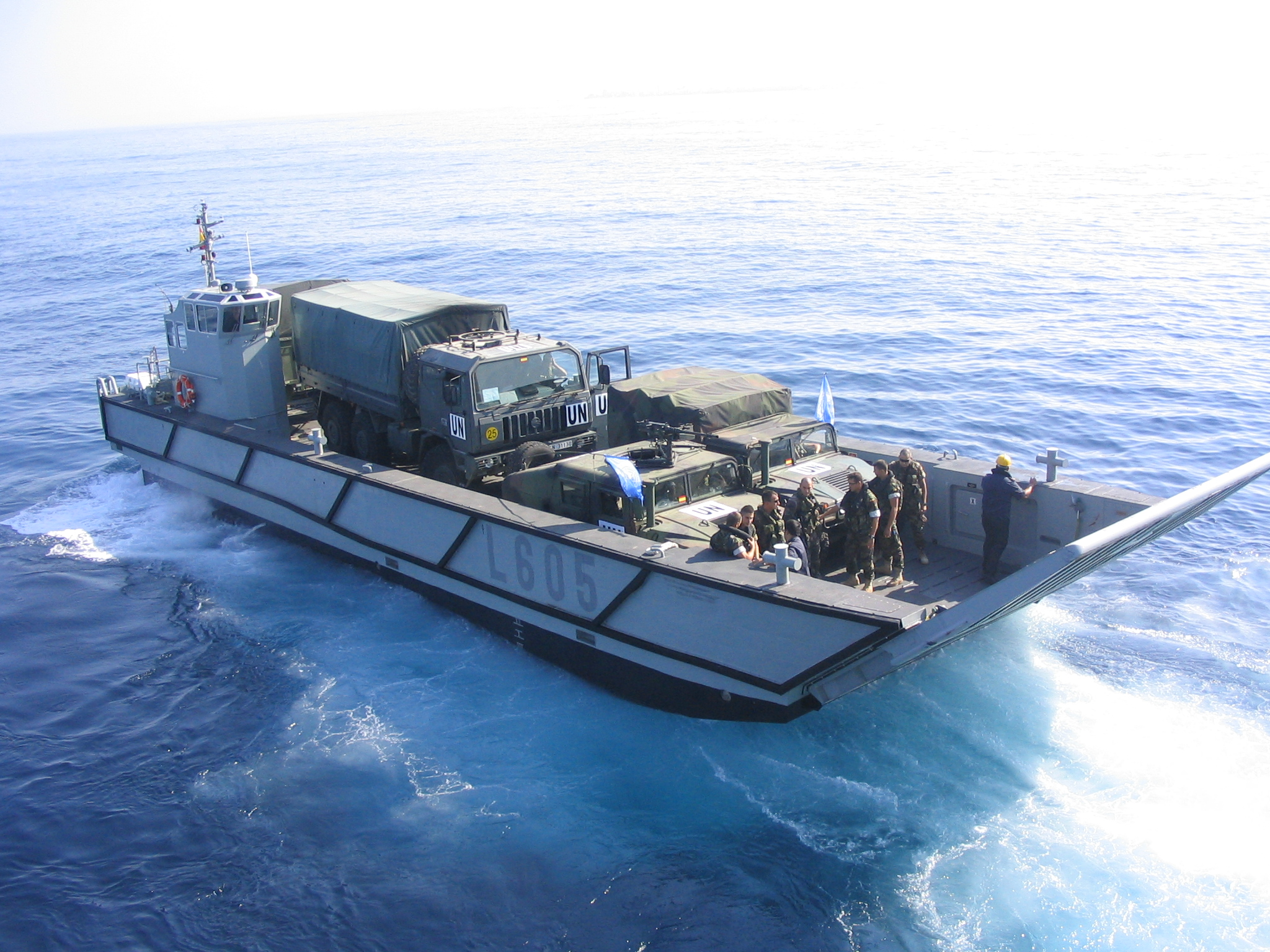
Załadowana jednostka desantowa LCM-E1

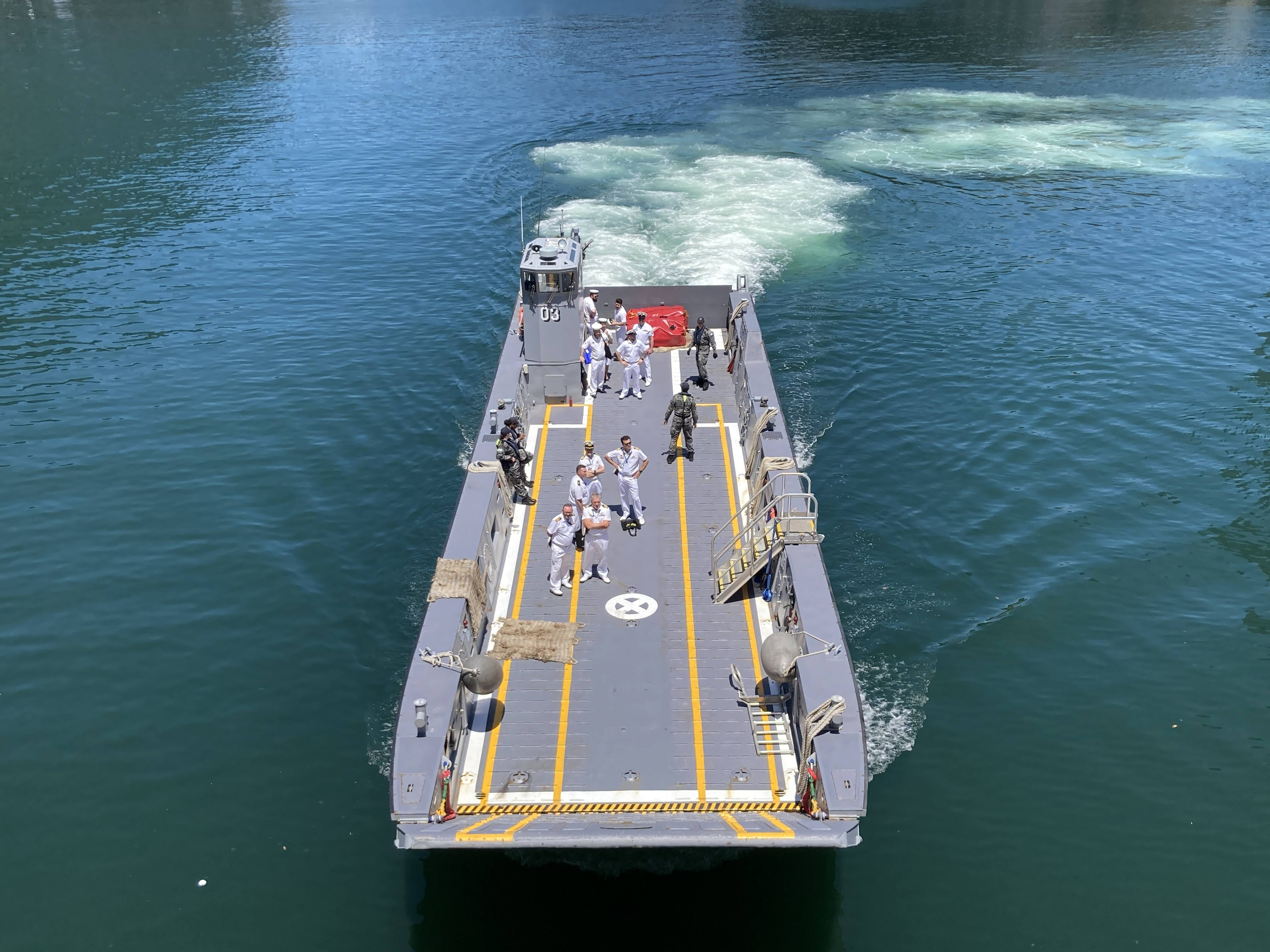
Australijska jednostka desantowa LCM-E1 - widok z góry

Barka wyposażona jest w sterówkę po prawej stronie. Rampa dziobowa i brama na rufie umożliwiają załadunek i rozładunek na plaży. Brama rufowa umożliwia załadunek i rozładunek np. przy wałach przeciwpowodziowych, z ograniczeniem do 12 ton przy przenoszeniu pojazdów z jednej barki na drugą. Przedział ładunkowy o wymiarach 21,3 x 4,95 m  umożliwia załadunek 1 czołgu M1 Abrams, lub Leopard 2, 6 samochodów klasy HMMWV, 2 ciężarówek 6 t z przyczepą lub 1 haubicy samobieżnej M109 z wozem amunicyjnym M992. Maksymalna ładowność wynosi 60 ton. 
Napęd LCM-1E stanowią dwa silniki MAN o mocy 809 kW i dwa pędniki strugowodne, umożliwiające prędkość 22 węzłów bez obciążenia i 13,5 węzła z obciążeniem, przy zasięgu 190 mil morskich (352 km).
Okręty desantowe mają możliwość operowania poza horyzontem, ponieważ są wyposażone w nawigację radarową, GPS, żyroskop i kompasy magnetyczne oraz sprzęt komunikacyjny HF, VHF i UHF. Umożliwia im to operowanie w odległości do 20 mil morskich (37 km) od statku-matki.